# 日本国際青年文化協会
一般社団法人 日本国際青年文化協会（いっぱんしゃだんほうじん にほんこくさいせいねんぶんかきょうかい、Japan Inter Culture ）は、特例社団法人。元文部科学省及び外務省所管。
日本文化の紹介を通じて、日本と世界各国との文化交流をおこなっている。

## 概要
日本と世界各国の学生・青年を対象とする交流を通じて、それぞれが保有する伝統的民族文化の理解を深め、相互理解と友好親善に寄与することを目的として、世界宗教サミットを発起した葉上照澄（千日回峰行大行満大阿闍梨、比叡山延暦寺長﨟・大僧正）が設立した。
設立時には、葉上大僧正の第六高等学校、東京帝国大学の仲間だった桜田武（日経連会長）が、「小生が敬愛し、同学の友である葉上照澄大僧正は、宗教者の大悲願である世界平和のため、全世界のもろもろの宗教者が一致協力し、世界宗教連盟を創るべく尽力しております。そのためにまず学生・青年層による世界の伝統文化の交流を志され、インド、エジプトの間で十数年間に及び着実に成果をあげております。我が国が国際社会の一員として友好親善の実をあげるために、本協会の活動が必須条件であると確信するものであります。」と、経済界宛に懇切丁寧な書面をしたため、捺印して経済界に支援を要請した

## 役員

### 名誉会長
- 松平保定： （社福）子供の町名誉代表

### 会長
- 中條高徳： アサヒビール株式会社名誉顧問

### 理事長
- 田中恒清：石清水八幡宮宮司、神社本庁総長（平成22年6月4日～）